# Cimicodes
Cimicodes là một chi bướm đêm thuộc họ Geometridae.